# Karpfenteiche (Berlin-Buch)
Der Bucher Karpfenteich besteht aus drei durch Zu- und Abflüsse verbundene Teile, der im westlichen Teil des Bucher Forstes liegt. Der untere Teich (I) besitzt eine kleine Insel, die wegen der Lage vielen Vögeln als Brutplatz dient. 
Der Hauptzufluss erfolgt über eine Rohrverbindung aus dem Bogensee. Der Abfluss erfolgt über eine Schleuse in den Lietzengraben, der zur Panke führt.
Je nach Zufluss und Niederschlag ist die Ausdehnung der Teiche stark unterschiedlich. Das gesamte Gebiet um den Teich ist flach, sumpfig und fördert die Bildung von Moorerde.
Der obere Karpfenteich und der anschließende Bogensee liegen im Naturschutzgebiet „Bogenseekette und Lietzengrabenniederung“ (NSG 32); die unteren Karpfenteiche gehören hingegen zum Landschaftsschutzgebiet „Buch“ (LSG 47).

## Fauna
Neben den leicht auszumachenden Vogelarten Blässhuhn, Stockente und Schwan gibt es noch mindestens zehn weitere Arten. Es sind elf Fischarten in diesen Teichen bekannt. Die wichtigsten sind Schleie, Karpfen, Barsch, Hecht und Aal.

## Flora
Die zweite Hälfte des unteren Teiches ist wenig von Bäumen umgeben, aber durch starken Bewuchs mit Schilf und Seggen schlecht zugänglich. Der obere Teil des unteren Teiches sowie der obere Teich sind dagegen stärker von Bäumen gesäumt.

## Bewirtschaftung
Die Teiche werden durch den Angelsport Verein (ASV) Berlin-Buch bewirtschaftet.

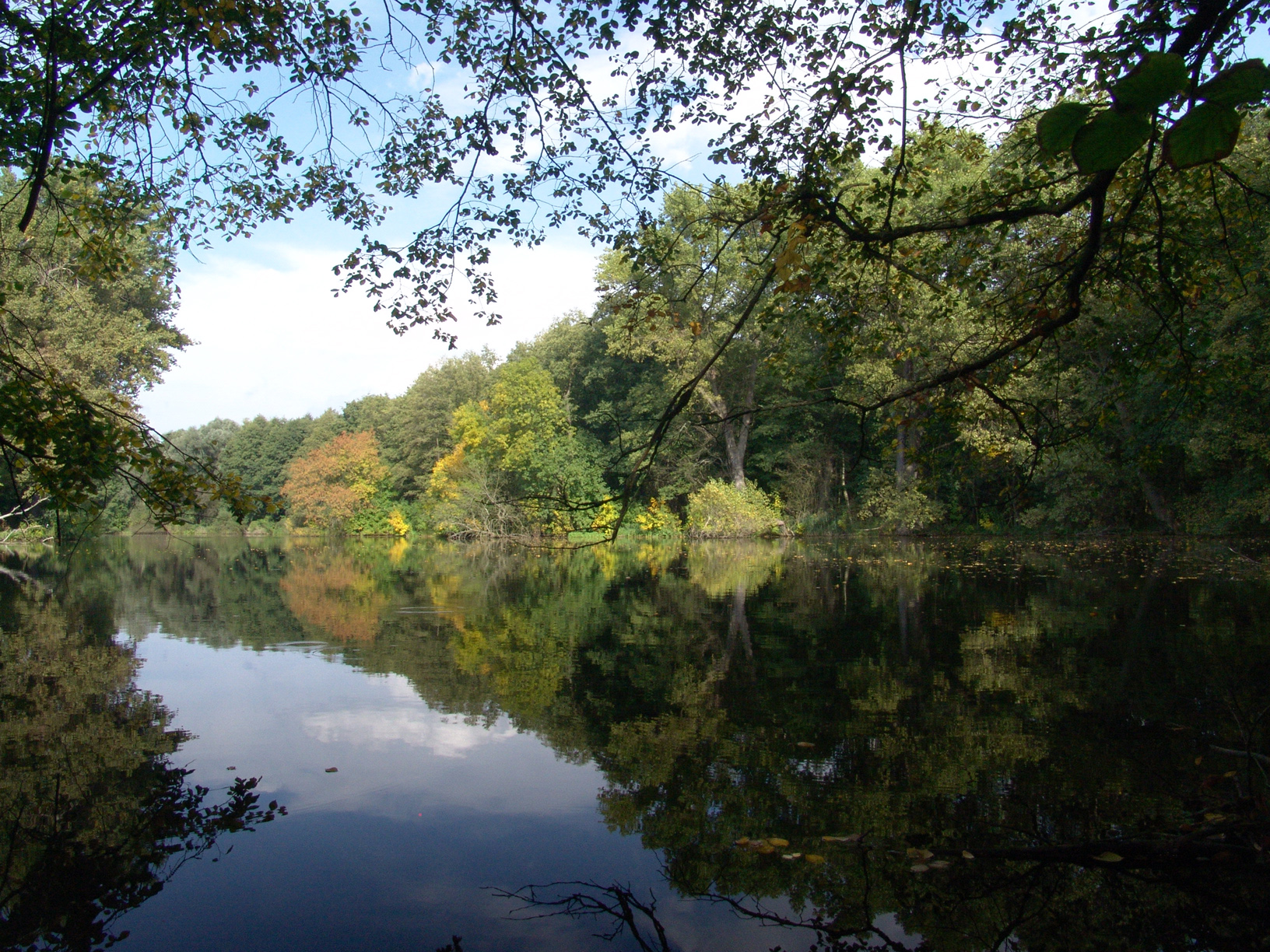
Oberer Teich mit Blick nach Nordosten, in Richtung Bogensee
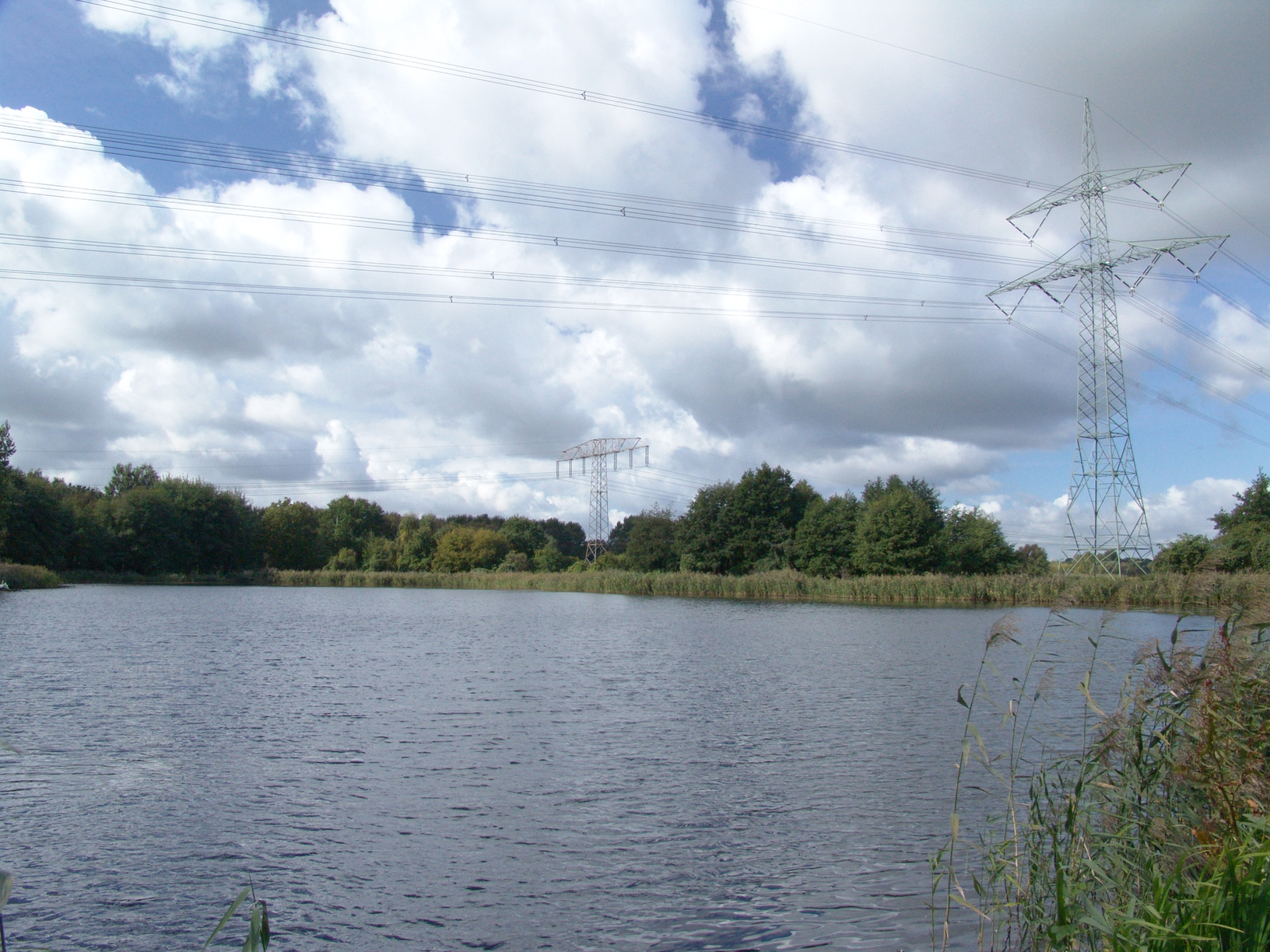
Unterer Teich (zweite Hälfte). Blick in Richtung Schleuse
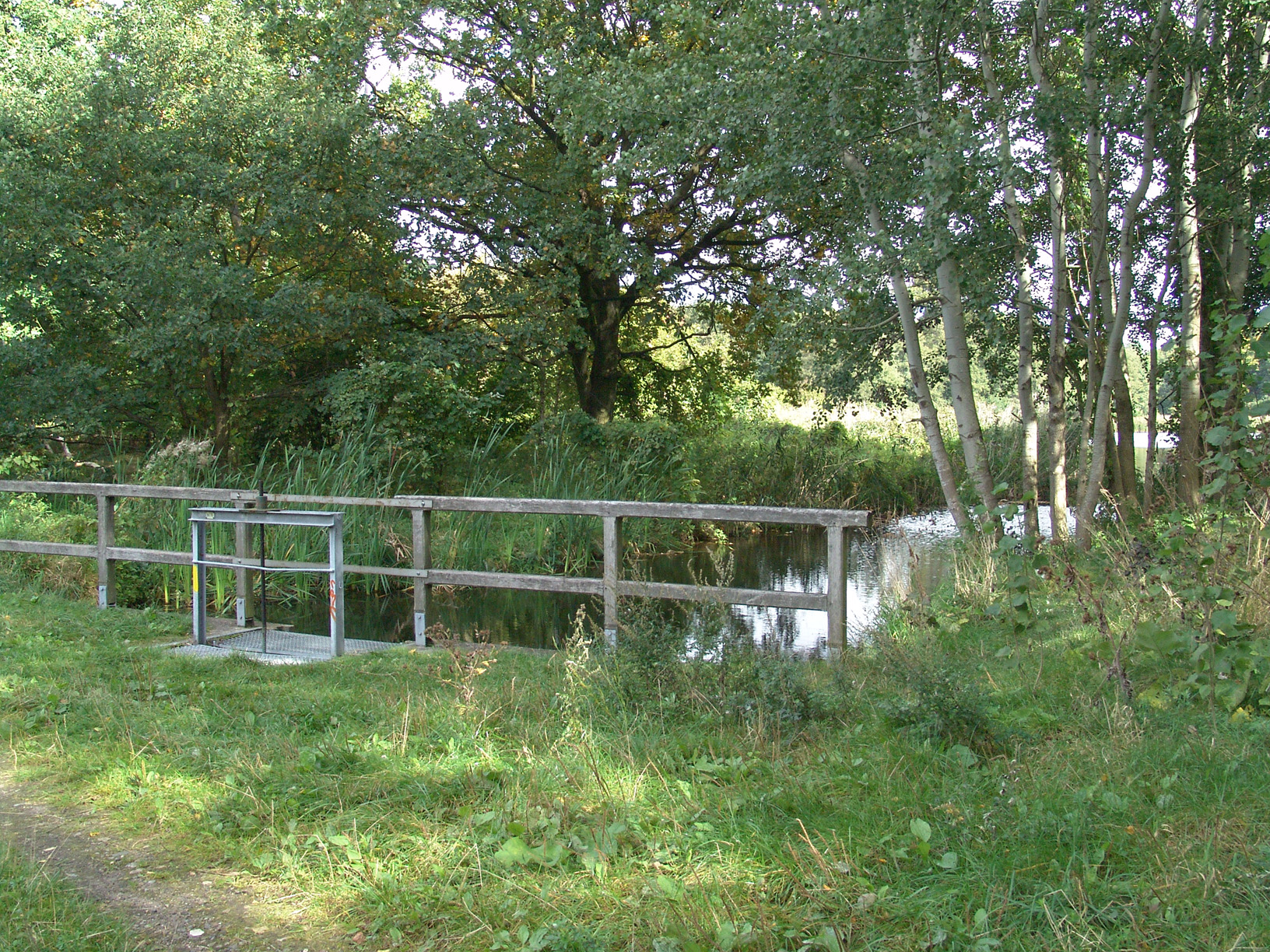
Schleuse zum Lietzengraben. Blick in Richtung Nordosten.